# Mallophora
Mallophora é um gênero de moscas pertencente à família Asilidae. As larvas são parasitóides externos de besouros. Os adultos são predadores de insetos, especialmente de abelhas. Existem cerca de 60 espécies descritas em Mallophora.

## Espécies
- Mallophora ardens Macquart, 1834
- Mallophora atra Macquart, 1834
- Mallophora bomboides (Wiedemann, 1821)
- Mallophora fautrix Osten Sacken, 1887
- Mallophora fulviventris Macquart, 1850
- Mallophora leschenaulti Macquart, 1838
- Mallophora orcina (Wiedemann, 1828)
- Mallophora ruficauda Wiedemann, 1828
- Mallophora thompsoni Artigas and Angulo, 1980

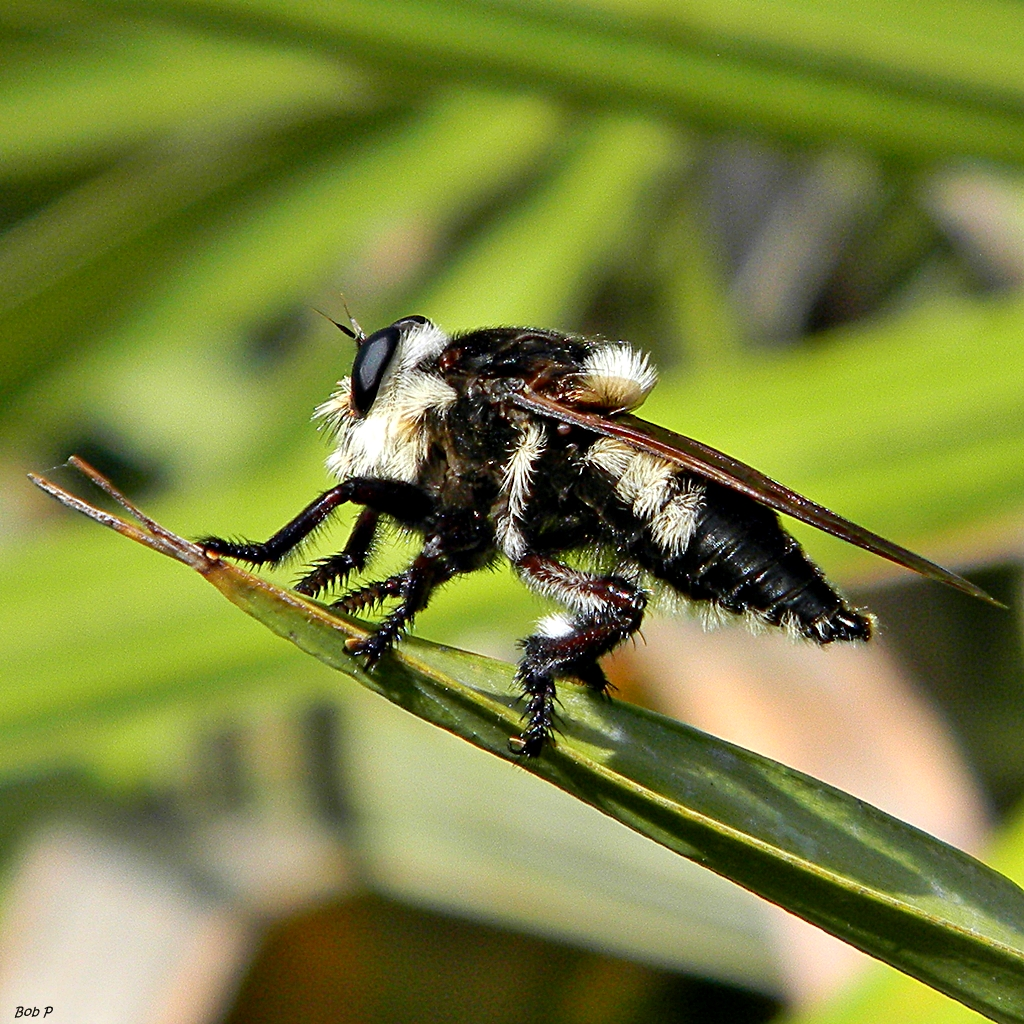
Mallophora orcina